# Hyperoplus lanceolatus
{{#ifeq:0|0|{{#if:Hyperoplus lanceolatus|{{#if:|[[]}}|[[]]}}}}
Великий піщаний вугор (лат. Hyperoplus lanceolatus) — найбільший вид піщаного вугра. Максимальний розмір — 35 сантиметрів (14 дюймів).

## Опис
Великий піщаний вугор має видовжене тіло з округлим поперечним перерізом. Має довгу загострену голову та виступаючу нижню щелепу. Його верхня щелепа, однак, не виступає, і цей вид не здатний утворювати ротом трубку. Монокль «зубоподібної» структури можна побачити в передній частині піднебіння. Луска на тілі не може утворювати шевронний малюнок. Шкірний хребет, що проходить уздовж боків тіла, поширюється на одну третину основи анального плавця. Низько і довго посаджені спинні плавники складаються з 52—61 променя. Анальний плавець приблизно вдвічі менший за спинний і вищий. Грудні плавці мініатюрні, черевні плавники відсутні. Забарвлення коливається від лаймового кольору на спині та верхній стороні до яскраво-сріблястого на нижній стороні та череві. Крім того, між очима та мордою з'являється специфічна чорна пляма, розмір якої приблизно такий же, як діаметр ока.
Великого піщаного вугра можна відрізнити від малого піщаного вугра, оскільки початок його довгого спинного плавника розташований за рівнем грудного плавця. Піщаний вугор Корбіна (лат. Hyperoplus immaculatus) дуже схожий на великого піщаного вугра тим, що у нього відсутня виступаюча верхня щелепа та подібний розмір. Однак його можна відрізнити по відсутності чорної плями на морді, але у нього є чорне підборіддя. Його спинний плавник має від 59 до 62 променів. Загальний колір темніший, ніж у інших піщаних вугрів, він зустрічається в прибережних водах і, як правило, більше на західній стороні Сполученого Королівства.

## Біологія
Розмноження відбувається з березня по серпень. Харчується планктоном, личинками риб і великою кількістю ракоподібних.

## Поширення і середовище проживання
Великий піщаний вугор мешкає у східній частині Північної Атлантики від Мурманська (70° пн. ш.) і Шпіцбергена (75° пн. ш.) на південь до Португалії (38° пн. ш.), включаючи Ісландію та Балтійське море. Він не був зафіксований ні в Середземному морі, ні в Баренцевому морі. Його можна знайти від позначки низької води до понад 100 метрів, як правило, над чистими піщаними субстратами.

## Екологія
Піщаний вугор є важливою частиною раціону багатьох морських птахів. Надмірний вилов піщаного вугра в промислових масштабах у Північному морі був пов'язаний із зниженням успішності розмноження кошачих, крячків, фумарів і бакланів.